# Campeonato Mundial de Esgrima de 2010
El LXXII Campeonato Mundial de Esgrima se celebró en París (Francia) entre el 4 y el 13 de noviembre de 2010 bajo la organización de la Federación Internacional de Esgrima (FIE) y la Federación Francesa de Esgrima.
Las competiciones se realizaron en el recinto del Gran Palacio de la capital gala, acondicionado temporalmente para el evento.

## Medallistas

### Masculino
| Evento                      | Oro                                                                               | Plata                                                                           | Bronce                                                                             |
| --------------------------- | --------------------------------------------------------------------------------- | ------------------------------------------------------------------------------- | ---------------------------------------------------------------------------------- |
| Florete individual (07.11)  | Peter Joppich · Alemania                                                          | Lei Sheng China                                                                 | Yuki Ota Japón Gerek Meinhardt Estados Unidos                                      |
| Florete por equipos (11.11) | Huang Liangcai Lei Sheng Zhu Jun Zhang Liangliang China                           | Valerio Aspromonte · Andrea Cassarà · Andrea Baldini · Stefano Barrera · Italia | Suguru Awaji Kenta Chida Yuki Ota Ryo Miyake Japón                                 |
| Espada individual (08.11)   | Nikolai Novosjolov Estonia                                                        | Gauthier Grumier Francia                                                        | Gábor Boczkó · Hungría · Jean-Michel Lucenay · Francia                             |
| Espada por equipos (13.11)  | Jean-Michel Lucenay Gauthier Grumier Ulrich Robeiri Jérôme Jeannet Francia        | Benjamin Bratton Weston Kelsey Cody Mattern Benjamin Ungar Estados Unidos       | Gábor Boczkó · András Rédli · Géza Imre · Péter Somfai · Hungría                   |
| Sable individual (06.11)    | Won Woo-Young Corea del Sur                                                       | Nicolas Limbach · Alemania                                                      | Cosmin Hănceanu · Rumania · Veniamin Reshetnikov · Rusia                           |
| Sable por equipos (09.11)   | Nikolai Kovaliov · Veniamin Reshetnikov · Alexei Yakimenko · Artiom Zanin · Rusia | Aldo Montano · Luigi Tarantino · Diego Occhiuzzi · Luigi Samele · Italia        | Tiberiu Dolniceanu · Rareș Dumitrescu · Cosmin Hănceanu · Florin Zalomir · Rumania |

### Femenino
| Evento                      | Oro                                                                                   | Plata                                                                               | Bronce                                                          |
| --------------------------- | ------------------------------------------------------------------------------------- | ----------------------------------------------------------------------------------- | --------------------------------------------------------------- |
| Florete individual (07.11)  | Elisa Di Francisca · Italia                                                           | Arianna Errigo · Italia                                                             | Valentina Vezzali · Italia · Nam Hyun-Hee · Corea del Sur       |
| Florete por equipos (10.11) | Elisa Di Francisca · Valentina Vezzali · Arianna Errigo · Ilaria Salvatori · Italia   | Karolina Chlewińska · Anna Rybicka · Sylwia Gruchała · Katarzyna Kryczało · Polonia | Nam Hyun-Hee Oh Ha-Na Jeon Hee-Sook Seo Mi-Jung Corea del Sur   |
| Espada individual (08.11)   | Maureen Nisima Francia                                                                | Emese Szász · Hungría                                                               | Tatiana Logunova · Rusia · Nathalie Moellhausen · Italia        |
| Espada por equipos (12.11)  | Anca Măroiu · Simona Alexandru · Ana Maria Brânză · Loredana Iordăchioiu · Rumania    | Britta Heidemann · Imke Duplitzer · Monika Sozanska · Ricarda Multerer · Alemania   | Shin A-Lam Jung Hyo-Jung Oh Yun-Hee Park Se-Ra Corea del Sur    |
| Sable individual (06.11)    | Mariel Zagunis Estados Unidos                                                         | Olha Jarlan · Ucrania                                                               | Olena Jomrova · Ucrania · Sofia Velikaya · Rusia                |
| Sable por equipos (09.11)   | Yuliya Gavrilova · Dina Galiakbarova · Sofia Velikaya · Svetlana Kormilitsyna · Rusia | Olha Jarlan · Olena Jomrova · Olha Zhovnir · Halyna Pundyk · Ucrania                | Cécilia Berder Léonore Perrus Solène Mary Carole Vergne Francia |

## Medallero
| Núm. | País           | Oro | Plata | Bronce | Total |
| ---- | -------------- | --- | ----- | ------ | ----- |
| 1    | Italia         | 2   | 3     | 2      | 7     |
| 2    | Francia        | 2   | 1     | 2      | 5     |
| 3    | Rusia          | 2   | 0     | 3      | 5     |
| 4    | Alemania       | 1   | 2     | 0      | 3     |
| 5    | Estados Unidos | 1   | 1     | 1      | 3     |
| 6    | China          | 1   | 1     | 0      | 2     |
| 7    | Corea del Sur  | 1   | 0     | 3      | 4     |
| 8    | Rumania        | 1   | 0     | 2      | 3     |
| 9    | Estonia        | 1   | 0     | 0      | 1     |
| 10   | Ucrania        | 0   | 2     | 1      | 3     |
| 11   | Hungría        | 0   | 1     | 2      | 3     |
| 12   | Polonia        | 0   | 1     | 0      | 1     |
| 13   | Japón          | 0   | 0     | 2      | 2     |
|      | TOTAL          | 12  | 12    | 18     | 42    |